# 草森紳一
草森 紳一（くさもり しんいち、1938年2月23日 - 2008年3月19日）は、日本のマンガ、広告、写真評論家。

## 生涯
北海道河東郡音更村（現・音更町）生まれ。長男の渡部幻は映画批評家で編集者。長女の東海笑子は翻訳家。
北海道帯広柏葉高等学校を経て、1浪後慶應義塾大学文学部に入学して中国文学科に進む。大学時代は奥野信太郎や村松暎に師事。また慶應義塾大学推理小説同好会に参加、このときの先輩に紀田順一郎や田波靖男がいる。
映画監督を志望し、1960年に東映の入社試験を受けたが面接で失敗。
1961年、大学卒業後は婦人画報社（現ハースト婦人画報社）に入社し、『男の服飾』を『MEN'S CLUB』に改名する発案をする。編集室にあった『ELLE』『Mademoiselle』『PLAYBOY』『COSMOPOLITAN』『GQ』等に刺激を受ける。その後『婦人画報』編集部に移り伊丹十三の『ヨーロッパ退屈日記』などを担当。
真鍋博の推薦で『美術手帖』にマンガ評論を書き始める。
1964年に退社し、慶應義塾大学斯道文庫勤務や慶應義塾大学文学部非常勤講師などを経て評論家となる。1973年『江戸のデザイン』で毎日出版文化賞受賞。マンガ、広告、写真など当時、文化の周縁とみなされていたジャンルを論じる著作が多い。
心不全により満70歳で死去後、その蔵書は音更町の帯広大谷短期大学に寄贈され、そのうち約二千冊を展示する「草森紳一記念資料室」が同短大にオープンした。その他の蔵書は、音更町の廃校となった旧東中音更小学校に保管され、ボランティアによって整理が進められている。蔵書の目録化も進行中で、校正を終えたものは帯広大谷短期大学のホームページで見ることができる。

## エピソード
- 莫大な数の蔵書を保有していたことで知られる。本人によると、30歳前後からいわゆる「資料もの」といわれる仕事をするようになって、本がねずみ算式に増殖した。「ひとたび『歴史』という虚構の大海に棹を入れると、収入の七割がたは、本代に消える。異常に過ぎる。いっこうに古本屋の借金は、減らない」と、自著『随筆：本が崩れる』に記している。
- 当面仕事で使う可能性の少ない3万冊は生前、北海道の実家に建てた高さ9メートルの白い書庫「任梟盧」（にんきょうろ、李賀の詩による[2]）に移した[3]。終の棲家となった東京都江東区門前仲町の40平米、2DKマンションは蔵書で埋まっていた。月に少なくとも150冊は買うから2年で2千冊、この部屋に越して20年経つのでたぶん4万冊は下らないというのが草森の計算（実際は約3万2千冊）。部屋をさがすにあたっての必要条件は、壁面確保のため、窓が少ないことだった。「本の隙間にボクは住まわせてもらっているんだ」と語っていたという[4]。

## 著書
- 『マンガ考：僕たち自身の中の間抜けの探究』コダマプレス、1967年、全国書誌番号:67012979
- 『マンガ・エロチシズム考』誠文堂新光社〈ブレーン・ブックス〉1971年、全国書誌番号:75043617
- 『ナンセンスの練習』晶文社、1971年、全国書誌番号:75041559
- 『日本ナンセンス画志：恣意の暴逆』大和書房、1972年、全国書誌番号:75043440
- 『江戸のデザイン』駸々堂出版、1972年、全国書誌番号:73021491　横尾忠則装丁
- 『底のない舟：悪食病誌』昭文社出版部、1972年、全国書誌番号:75000379
- 『狼藉集』ゴルゴオン社、1973年、全国書誌番号:75017837
- 『鳩を喰う少女』大和書房、1974年、全国書誌番号:75065965
- 『衣裳を垂れて天下治まる』駸々堂出版、1974年、全国書誌番号:75018598
- 『子供の場所』晶文社、1975年、全国書誌番号:75043595
- 『だが、虎は見える』村松書館（限定版）、1975年、全国書誌番号:75016776
- 『悪のりドンファン：テレビ・コマーシャルの二〇年』フィルムアート社、1976年、全国書誌番号:70005436
- 『ポール・デービス』ＰＡＲＣＯ出版、1977年
- 『イラストレーション：地球を刺青する』すばる書房、1977年、全国書誌番号:77026594
- 『円の冒険』晶文社、1977年、全国書誌番号:77032444
- 『争名の賦：自己宣伝と古代中国知識人』徳間書店、1978年、全国書誌番号:78008942
- 『軍艦と草原：分別と無分別』九藝出版、1978年
- 『歳三の写真』新人物往来社、1978年、全国書誌番号:78016035。2004年増補版、ISBN 4-404-03117-3
- 『印象』冬樹社、1978年、全国書誌番号:79000414
- 『宣伝的人間の研究ゲッベルス』番町書房〈絶対の宣伝：ナチス・プロパガンダ1〉1978年、全国書誌番号:79004226　和田誠装丁
- 『宣伝的人間の研究ヒットラー』番町書房〈絶対の宣伝：ナチス・プロパガンダ2〉1978年、全国書誌番号:79009341　和田誠装丁
- 『煽動の方法』番町書房〈絶対の宣伝：ナチス・プロパガンダ3〉1978年、全国書誌番号:79014879　和田誠装丁
- 『素朴の大砲：画志アンリ・ルッソー』大和書房、1979年、全国書誌番号:7901442
- 『オフィス空間：サラリーマンの場所と生理』鹿島出版会、1979年、全国書誌番号:79022280
  - 改題『オフィス・ゲーム：オフィス空間の生理と心理』講談社文庫、1986年。ISBN 406-1837001
- 『文化の利用』番町書房〈絶対の宣伝：ナチス・プロパガンダ4〉1978年、全国書誌番号:79026249　和田誠装丁
- 『夢に還る：遣唐使・阿倍仲麻呂』吉野教育図書、1981年
- 『旅嫌い』マルジュ社、1982年、全国書誌番号:82027910
- 『見立て狂い』フィルムアート社、1982年、全国書誌番号:84000676
- 『あの猿を見よ：江戸佯狂伝』新人物往来社、1984年、ISBN 4-404-01233-0
- 『女のセリフ捕物帖』主婦と生活社、1986年、ISBN 4-391-10969-7
- 『コンパクトカメラの大冒険』朝日新聞社、1987年、ISBN 4-02-255648-X
- 『九蓮宝灯は、極楽往生の切符』三一書房、1989年、ISBN 4-380-89206-9
- 『しぐさについて：女の魅力百景1』ＫＫベストセラーズ〈ワニ文庫〉、1990年、ISBN 4-584-30208-1
- 『銭は神に通ず：ビューワで覗いた中国人の心の洞窟』三一書房、1992年、ISBN 4-380-92201-4
- 『随筆「散歩で三歩」：コンパクトカメラの新冒険』話の特集、1992年、ISBN 4-8264-0125-6
- 『写真のど真ん中』河出書房新社、1993年、ISBN 4-309-26179-5
- 『北狐の足跡：「書」という宇宙の大活劇』ゲイン、1994年
- 『酒を売る家：漢詩賞遊』竹書房、1996年、ISBN 4-8124-0263-8
- 『食客風雲録 中国篇』青土社、1997年、ISBN 4-7917-5590-1
- 『食客風雲録 日本篇』青土社、1997年、ISBN 4-7917-5589-8
- 『少年曹操』文藝春秋、1999年、ISBN 4-16-318880-0
- 『あやかり富士：随筆「江戸のデザイン」』翔泳社、2000年、ISBN 4-88135-893-6
- 『歳三の写真 増補版』新人物往来社、2004年、ISBN 4-404-03117-3
- 『荷風の永代橋』青土社、2004年、ISBN 4-7917-6161-8　井上洋介装丁
- 『随筆 本が崩れる』文藝春秋<文春新書>、2005年。中公文庫（増補版、平山周吉解説）、2018年、ISBN 4-12-206657-3
- 『アトムと寅さん：壮大な夢の正体』四方田犬彦共著、河出書房新社、2005年、ISBN 4-309-26865-X
- 『夢の展翅』青土社、2008年、ISBN 978-4-7917-6416-7
- 『不許可写真』文藝春秋<文春新書>、2008年、ISBN 978-4-16-660652-8
- 『「穴」を探る：老荘思想から世界を覗く』河出書房新社、2009年、ISBN 978-4-309-01913-0
- 『中国文化大革命の大宣伝 上』芸術新聞社、2009年、ISBN 978-4-87586-174-4
- 『中国文化大革命の大宣伝 下』芸術新聞社、2009年、ISBN 978-4-87586-175-1
- 『フランク・ロイド・ライトの呪術空間：有機建築の魔法の謎』フィルムアート社、2009年、ISBN 978-4-8459-0932-2
- 『本の読み方：墓場の書斎に閉じこもる』河出書房新社、2009年、ISBN 978-4-309-01928-4
- 『古人に学ぶ中国名言集』河出書房新社、2010年、ISBN 978-4-309-01962-8
- 『文字の大陸 汚穢の都：明治人清国見聞録』大修館書店、2010年、ISBN 978-4-469-23260-8
- 『勝海舟の真実：剣、誠、書』河出書房新社、2011年、ISBN 978-4-309-22549-4
- 『記憶のちぎれ雲：我が半自伝』本の雑誌社、2011年、ISBN 978-4-86011-218-9
- 『李賀：垂翅の客』芸術新聞社、2013年、ISBN 978-4-87586-356-4
- 『その先は永代橋』幻戯書房、2014年、ISBN 978-4-86488-049-7
- 『宣伝的人間の研究ゲッベルス　絶対の宣伝：ナチス・プロパガンダ1』文遊社、2015年、ISBN 978-4-89257-121-3
- 『宣伝的人間の研究ヒットラー　絶対の宣伝：ナチス・プロパガンダ2』文遊社、2015年、ISBN 978-4-89257-122-0
- 『煽動の方法　絶対の宣伝 ナチス・プロパガンダ3』交遊社、2016年、ISBN 978-4-89257-123-7
- 『文化の利用　絶対の宣伝 ナチス・プロパガンダ4』交遊社、2017年、ISBN 978-4-89257-124-4
- 嵩文彦共著『「明日の王」詩と評論』未知谷、2018年

## 編著
- 日本の名随筆 (別巻95) 明治 作品社 1999

## 訳書
- 『中国文学名作全集１：史記』盛光社、1967年

## 回想・伝記・評論
- 『草森紳一が、いた。―友人と仕事仲間たちによる回想集』草森紳一回想集を作る会、2010年
- 柴橋伴夫著『雑文の巨人 草森紳一』未知谷、2020年
- 愛敬浩一著『草森紳一の問い』書肆山荘、2021年